# Dr. Akagi
Dr. Akagi è un film del 1998 diretto da Imamura Shōhei.

## Trama
Giappone, 1945. In un paese di provincia, il solerte dottor Akagi corre da un paziente all'altro, solo che tende a fare sempre la stessa diagnosi: epatite. È talmente forte la sua tendenza a vedere i fegati ingrossati dall'epatite, che la gente lo chiama "dottor fegato".
Malgrado gli eventi storico-politici siano disastrosi (il Giappone sta perdendo la guerra), ed il tessuto sociale del paese si stia sgretolando, Akagi vede la ricerca sull'epatite come suo motivo di vita, tanto da renderlo apparentemente cieco a ciò che gli capita intorno.

## Il film
Tratto dal romanzo Kanzō senseï ("dottor fegato") di Ango Sakaguchi, la storia del film ricorda quella de La peste di Albert Camus, dove una malattia viene elevata a metafora di eventi umani.
L'epatite per Akagi non è solo una malattia che, in quanto medico, deve combattere, è un male che ha colpito la società, che sta dilagando in un Giappone sofferente, che rende la gente folle. I personaggi che lo circondano non hanno l'epatite, ma sono tutt'altro che sani: corruzione, favori sessuali e prostituzione sono pratiche eseguite alla luce del sole, mentre la gente si ammala e muore senza che Akagi riesca a far nulla, se non correre a perdifiato da un paziente all'altro.
Il film viene presentato in anteprima al Festival di Cannes, in Francia, il 17 maggio 1998, mentre l'uscita giapponese è del 17 ottobre 1998. In Italia il film arriva il 23 aprile 1999.

## Riconoscimenti
- Japanese Academy
- Hochi Eiga Shou
- Kinema Junpo
- Mainichi Film Concours